# Mihajlo Ilić
Mihajlo Ilić (in serbo Михајло Илић?; Jagodina, 4 giugno 2003) è un calciatore serbo, difensore del Bologna e della nazionale Under-21 serba.

## Caratteristiche tecniche
È un difensore centrale di piede destro, dotato di senso della posizione e buone doti nelle letture, negli anticipi e nelle incursioni palla al piede, oltreché nell'impostazione del gioco.

## Carriera

### Club
Ilić ha iniziato la sua carriera nel settore giovanile del Jagodina prima di trasferirsi al Partizan nel 2016. A fine ottobre 2020 ha firmato il suo primo contratto professionistico con il club ed il 21 novembre 2021 ha debuttato in prima squadra nell'incontro di Superliga vinto 4-1 contro il Vojvodina.
Il 12 novembre 2023 ha segnato il suo primo gol nel successo per 2-1 sul Čukarički.
Il 19 gennaio 2024, Ilić è passato a titolo definitivo al Bologna, in Serie A, per cinque milioni e mezzo di euro.
Non avendo trovato spazio nella sua prima stagione con il club rossoblu, il 12 settembre seguente ritorna in prestito secco al Partizan.

### Nazionale
Il 3 ottobre 2023 ha ricevuto la sua prima convocazione con la nazionale serba per gli incontri di qualificazione al Campionato europeo di calcio 2024 contro Ungheria e Montenegro.

## Statistiche

### Presenze e reti nei club
Statistiche aggiornate al 9 gennaio 2024.
| Stagione        | Squadra         | Campionato      | Campionato | Campionato | Coppe nazionali | Coppe nazionali | Coppe nazionali | Coppe continentali | Coppe continentali | Coppe continentali | Altre coppe | Altre coppe | Altre coppe | Totale | Totale | Totale |
| Stagione        | Squadra         | Comp            | Pres       | Reti       | Comp            | Pres            | Reti            | Comp               | Pres               | Reti               | Comp        | Pres        | Reti        | Pres   | Reti   |        |
| --------------- | --------------- | --------------- | ---------- | ---------- | --------------- | --------------- | --------------- | ------------------ | ------------------ | ------------------ | ----------- | ----------- | ----------- | ------ | ------ | ------ |
| 2021-2022       | Partizan        | SL              | 1          | 0          | CS              | 0               | 0               | UECL               | 0                  | 0                  | -           | -           | -           | 1      | 0      |        |
| 2022-2023       | Partizan        | SL              | 8          | 0          | CS              | 0               | 0               | UEL+UECL           | 0+1                | 0                  | -           | -           | -           | 9      | 0      |        |
| 2023-2024       | Partizan        | SL              | 18         | 1          | CS              | 0               | 0               | UECL               | 4                  | 0                  | -           | -           | -           | 22     | 1      |        |
| Totale Partizan | Totale Partizan | Totale Partizan | 27         | 1          |                 | 0               | 0               |                    | 5                  | 0                  |             | -           | -           | 32     | 1      |        |
| gen.-giu. 2024  | Bologna         | A               | 0          | 0          | CI              | -               | -               | -                  | -                  | -                  | -           | -           | -           | 0      | 0      |        |
| 2024-2025       | Bologna         | A               | -          | -          | CI              | -               | -               | UCL                | -                  | -                  | -           | -           | -           | -      | -      |        |
| Totale Bologna  | Totale Bologna  | Totale Bologna  | 0          | 0          |                 | 0               | 0               |                    | -                  | -                  |             | -           | -           | 0      | 0      |        |
| Totale carriera | Totale carriera | Totale carriera | 27         | 1          |                 | 0               | 0               |                    | 5                  | 0                  |             | -           | -           | 32     | 1      |        |